# هانوویتسه
هانوویتسه (به چکی: Haňovice) یک منطقهٔ مسکونی در جمهوری چک است که در ناحیه اولومووتس واقع شده‌است.
 هانوویتسه ۲٫۷۹ کیلومتر مربع مساحت و ۴۵۷ نفر جمعیت دارد و ۲۶۳ متر بالاتر از سطح دریا واقع شده‌است.